# Elton John (álbum)
Elton John é o segundo álbum de estúdio do cantor britânico Elton John, lançado originalmente em 1970.
Gravado originalmente com o objetivo de reunir suas composições para serem interpretadas por outros artistas, Elton John acabou lançando a carreira de Elton John como artista solo. O principal sucesso do disco,  "Your Song", ajudou a consolidar sua posição no cenário internacional como um destaque da música pop. Em 1971, o álbum foi indicado ao Grammy Award.
Em 2003 foi classificado como o 468º melhor álbum de todos os tempos, entre 500 álbuns, pela revista Rolling Stone.

## Faixas
Todas as faixas por Elton John e Bernie Taupin.

### Lado 1
1. "Your Song" – 4:02
2. "I Need You to Turn To" – 2:35
3. "Take Me to the Pilot" – 3:48
4. "No Shoe Strings on Louise" – 3:31
5. "First Episode at Hienton" – 4:48

### Lado 2
1. "Sixty Years On" – 4:35
2. "Border Song" – 3:22
3. "The Greatest Discovery" – 4:12
4. "The Cage" – 3:28
5. "The King Must Die" – 5:04

## Produção
- Produtor: Gus Dudgeon
- Engenheiro: Robin Geoffrey Cable
- Edição: Gus Skinas
- Remasterização: Tony Cousins
- Digitalização: Ricky Graham
- Surround: Greg Penny
- Letras: Bernie Taupin
- Arranjos: Paul Buckmaster
- Orquestra: David Katz
- Direção de Arte: David Larkham